# Kámen (okres Děčín)
Kámen (německy Heidenstein) je obec v okrese Děčín v Ústeckém kraji. Žije v ní 251 obyvatel.

## Historie
První písemná zmínka o obci pochází z roku 1720. Od 1. července 1980 do 31. prosince 1991 byla vesnice součástí města Děčín.

## Obyvatelstvo
Při sčítání lidu v roce 1921 ve vsi žilo 355 obyvatel (z toho 160 mužů) německé národnosti a římskokatolického vyznání. Podle sčítání lidu z roku 1930 měla vesnice 359 obyvatel německé národnosti, kteří se s výjimkou jednoho evangelíka, jednoho člena nezjišťovaných církví a 28 lidí bez vyznání hlásili k římskokatolické církvi (329 osob).
| Rok            | 1869 | 1880 | 1890 | 1900 | 1910 | 1921 | 1930 | 1950 | 1961 | 1970 | 1980 | 1991 | 2001 | 2011 | 2021 |
| -------------- | ---- | ---- | ---- | ---- | ---- | ---- | ---- | ---- | ---- | ---- | ---- | ---- | ---- | ---- | ---- |
| Počet obyvatel | 354  | 373  | 359  | 333  | 336  | 355  | 359  | 216  | 251  | 213  | 188  | 145  | 154  | 191  | 259  |
| Počet domů     | 62   | 66   | 66   | 67   | 70   | 73   | 74   | 67   | 56   | 57   | 55   | 56   | 59   | 72   | 88   |